# 雅浦帝国

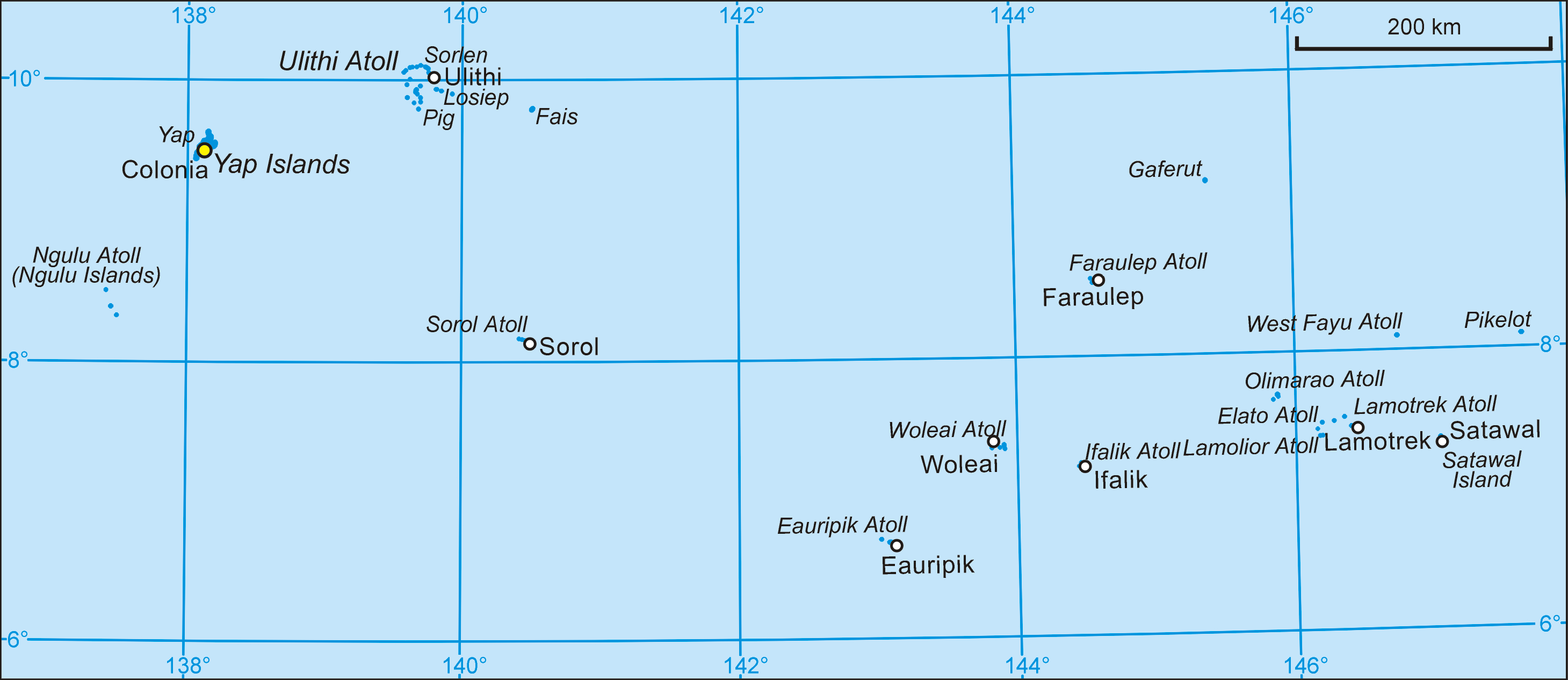
今雅浦州的范围，相当于雅浦帝国的疆域。

雅浦帝国（英語：Yapese Empire）是位于北太平洋地区密克罗尼西亚岛群加罗林群岛西部的古代海洋帝国。约950年，在雅浦島上的加吉尔酋邦（今加吉尔市）加奇帕尔村建立了一个庞大的海洋贸易网络。在对东部邻近岛屿施加社会经济和政治影响后，雅浦島成为帝国的中心。尽管与其他海洋帝国相比，它规模较小且缺乏正式的政治架构，但帝国在其鼎盛时期覆盖1300多公里，从雅浦島延伸到今丘克州的部分地区。该帝国与位于南太平洋的图伊汤加帝国并存，直至15世纪消亡。